# Hawaiikraai
De hawaiikraai (Corvus hawaiiensis) of Alalā is een vogel uit de familie van de kraaien. Het is een endemische vogel op het eiland Hawaii.

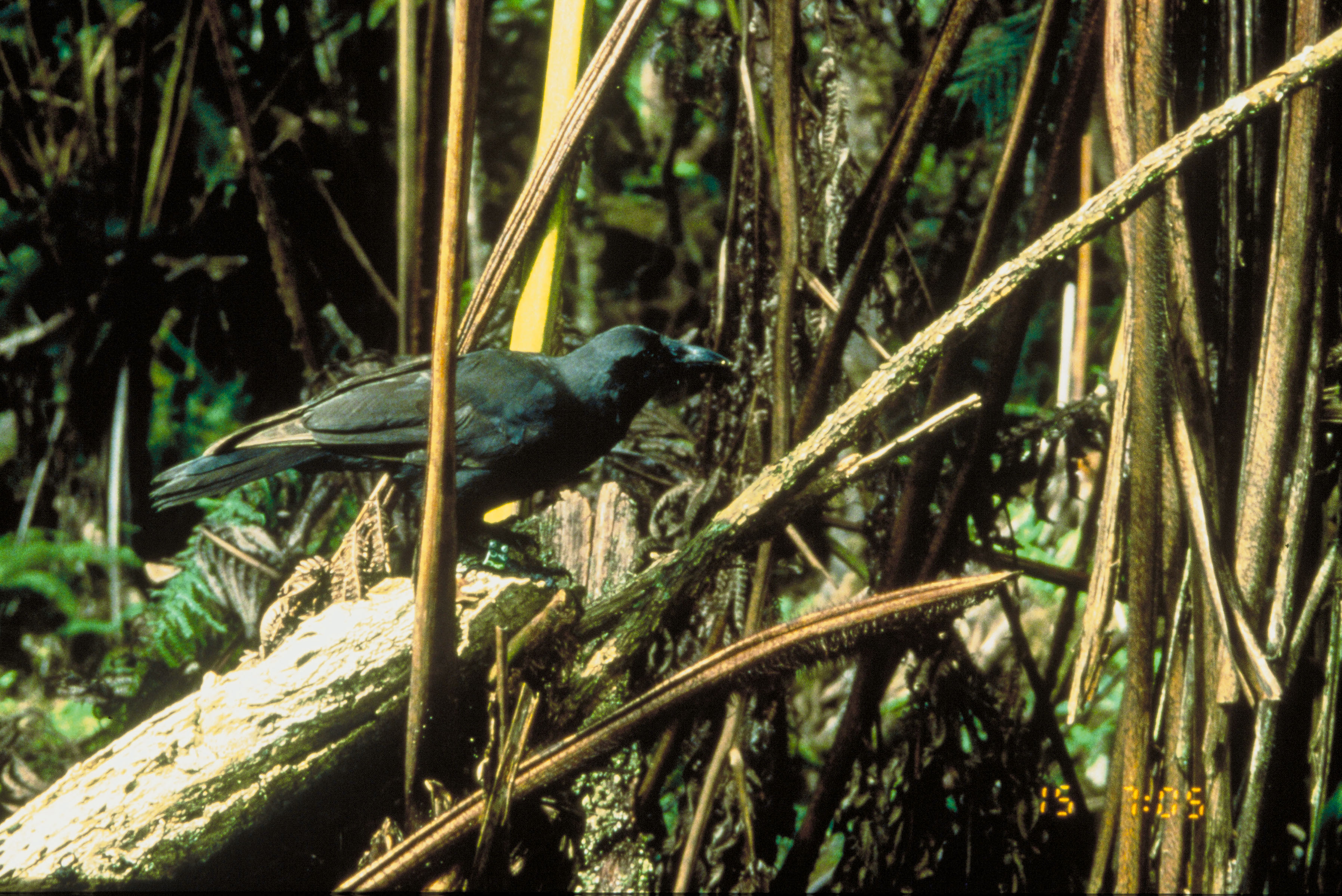
Hawaiikraai †

## Kenmerken
De hawaiikraai is 48 tot 50 cm lang, het formaat van een zwarte kraai. Deze kraai lijkt ook sterk op de gewone zwarte kraai, maar heeft rondere vleugels en een veel dikkere snavel. Het verenkleed is bruinachtig zwart, poten en de snavel waren zwart. Opvallend zijn verder afhangende keelveren.

## Verspreiding en leefgebied
De laatste twee hawaiikraaien die in het wild aanwezig waren, verdwenen in 2002 in het bosreservaat Hakalau Forest National Wildlife Refuge op de hellingen van de slapende vulkaan Mauna Kea. Om deze redenen staat deze kraai als uitgestorven op de Rode Lijst van de IUCN.
Uit onderzoek naar subfossielen blijkt dat deze kraai vroeger een veel grotere verspreiding had over de verschillende eilanden van de staat Hawaii. Het was een bosvogel die op den duur alleen nog voorkwam in montaan bos. Het is een alleseter die vooral leefde van vruchten en bessen van de oorspronkelijke ondergroei in deze bossen.
De hawaiikraai overleeft echter nog in gevangenschap. In 2013 waren er 108 individuen in een broedprogramma van de San Diego Zoo. Het doel is om met deze fokgroep een herintroductieprogramma op te zetten.